# Sofía Otero
Sofía Otero Labrador (Baracaldo, Biscaia, 31 de març de 2013) és una actriu basca.
Resident a Basauri, Otero pertany a l'associació basca Naizen. En aquesta organització de famílies de menors trans, la directora Estibaliz Urresola Solaguren la va descobrir i la proposà per al rol protagonista de la seva pel·lícula 20.000 espècies d'abelles, que narra la història d'una nena trans i com aquesta circumstància impacta en la seva família.
El 2023 va obtenir l'Ós de Plata a la Millor interpretació protagonista en el 73è Festival Internacional de Cinema de Berlín, també anomenat Berlinale, esdevenint així l'actriu més jove a guanyar aquest premi.

## Filmografia
- 20.000 espècies d'abelles (2023), de Estibaliz Urresola Solaguren